# Benito Santiago
Benito Santiago jr. (Coamo, 22 giugno 1989) è un cestista portoricano.

## Carriera
Con Porto Rico ha disputato i Giochi panamericani di Lima 2019.